# 大鳴戸灘之助
大鳴戸 灘之助（おおなると なだのすけ、生年不明 - 1817年9月29日〈文化14年8月19日〉）は、江戸時代後期（享和 - 文化年間）に活躍した元力士。大坂相撲から東京相撲に移ったが、所属部屋は大坂・東京とも不明。
本名・身長・体重も不明。播磨国（現在の兵庫県南西部）出身。
最高位は東前頭2枚目。
大坂相撲でデビューしたのち、姫路藩の抱えとして1801年11月場所で初土俵（二段目〈現在の幕下〉）を踏んだ。1808年3月場所で、西二段目6枚目（十枚目格）に昇進。十両時代は5割前後の勝率を保ち続け、1811年閏2月場所で新入幕を果たした。1812年11月場所で6勝2敗2休、翌1813年1月場所で5勝0敗4休1無の好成績を挙げた（この場所での東前頭2枚目が最高位である）が、その後は低迷（もっともこの頃の記録は散逸が多い）。記録上では1815年11月場所で5勝2敗2休1無の成績を挙げたのを最後に、東京相撲での出場が途絶えた。そして、1817年8月19日に現役中のまま死去した。初土俵の年代から換算して30 - 40代で没したと考えられている。
幕内通算 7場所 31勝14敗4分6無10休の成績を残した。
改名歴は1回ある：大鳴戸 音右エ門 → 大鳴戸 灘之助。